# Réserve naturelle régionale du Crêt des Roches
La réserve naturelle régionale du Crêt des Roches (RNR153) est une réserve naturelle régionale située en Bourgogne-Franche-Comté. Classée en 2009, elle occupe une surface de 43 hectares et protège une corniche calcaire dominant la vallée du Doubs.

## Localisation

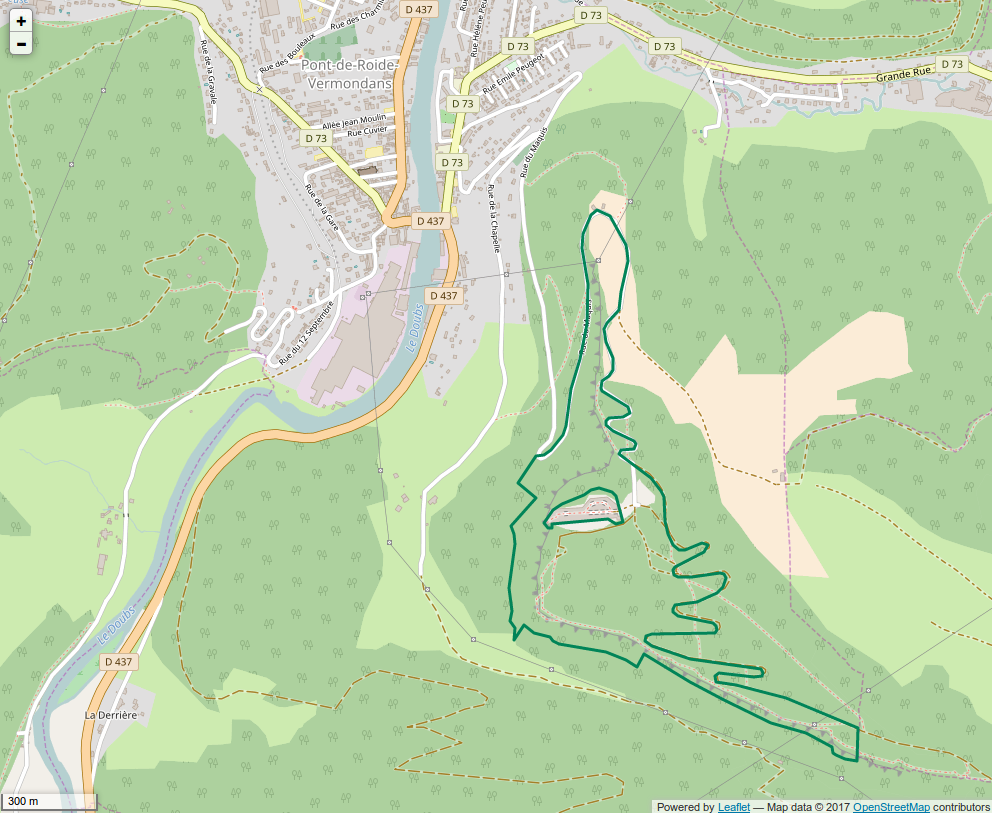
Périmètre de la réserve naturelle.

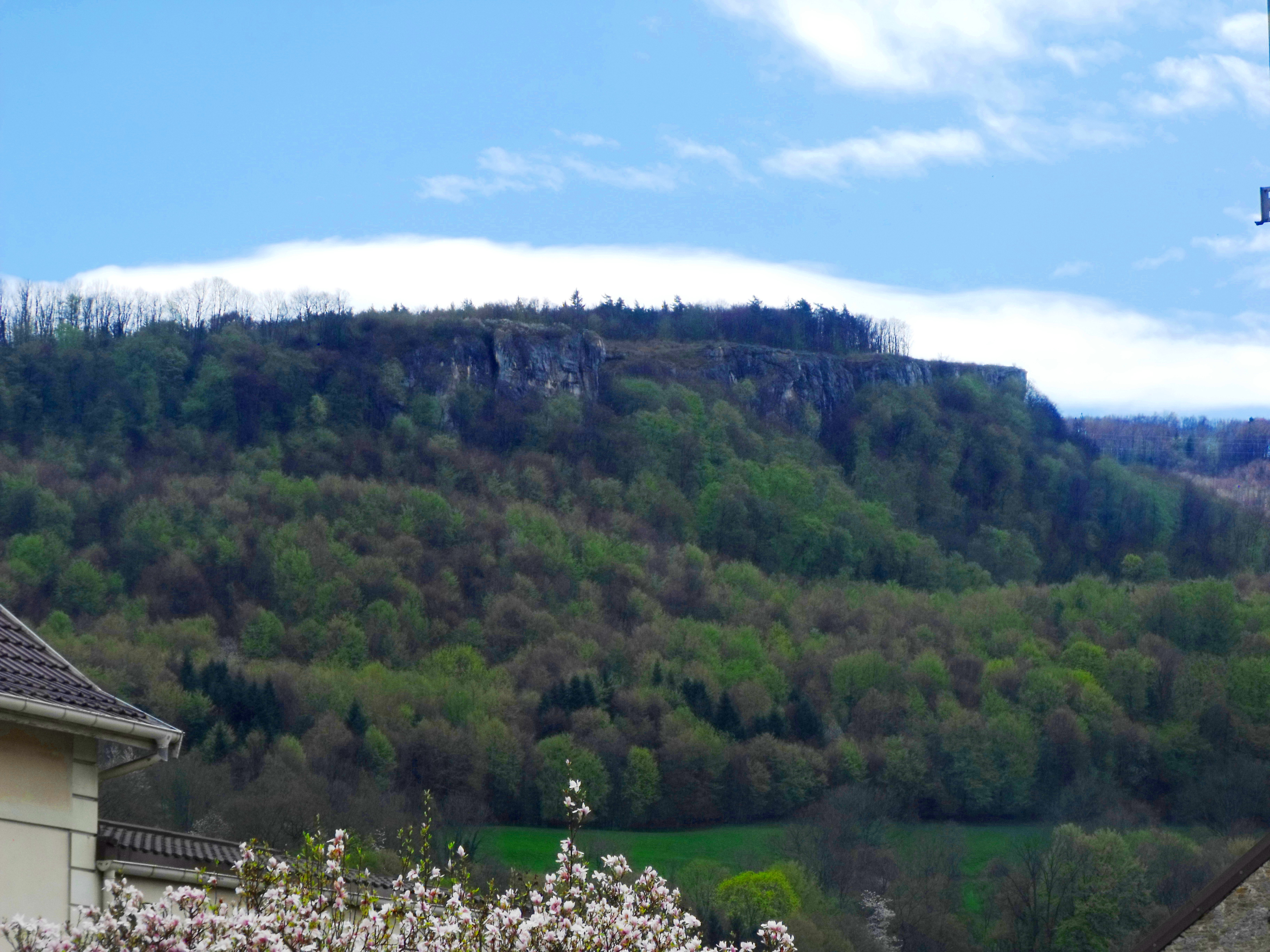
Corniche de la RNR153-Crêt des roches depuis Pont de Roide.

Le territoire de la réserve naturelle est dans le département du Doubs, au sud-est de la commune de Pont-de-Roide-Vermondans. Il correspond à une corniche calcaire Jurassique appartenant à l'ensemble géologique du Lomont et qui domine la vallée du Doubs d'une centaine de mètres.
Le site englobe les pentes au pied de la corniche, la falaise calcaire, les pelouses sommitales et une partie forestière en retrait pour une surface totale de 43,39 hectares. La batterie des Roches bien qu'entourée complètement par le site, ne fait pas partie de celui-ci. La falaise est exposée vers l'ouest dans la partie la plus au nord du site. Elle passe ensuite dans une orientation sud-ouest pour suivre une vallée latérale. L'altitude maximale est de 787 m à la Tour Carrée.

## Histoire du site et de la réserve
Le site est connu par les botanistes depuis le XIXe siècle grâce au bisontin Justin Girod-Chantrans. Le premier inventaire floristique est réalisé en 1854 par Charles Louis Contejean. 
Les premières interrogations sur la protection du site se manifestèrent dans les années 1970. Le classement en réserve naturelle volontaire est intervenu en 2000, suivi d'un reclassement en réserve naturelle régionale en 2009.

## Écologie (biodiversité, intérêt écopaysager…)
Le site présente d'une part un intérêt botanique par la présence d'espèces relictuelles et d'autre part un intérêt ornithologique comme point d'observation privilégié pour les passages d'oiseaux migrateurs (en particulier Milan royal) en automne.
On trouve une grande diversité de milieux xérophiles (pelouses chênaie pubescente, hêtraie thermophile) à mésophiles avec des reliefs marqués qui déterminent de grandes variations d'altitude et d'exposition. 

### Géologie

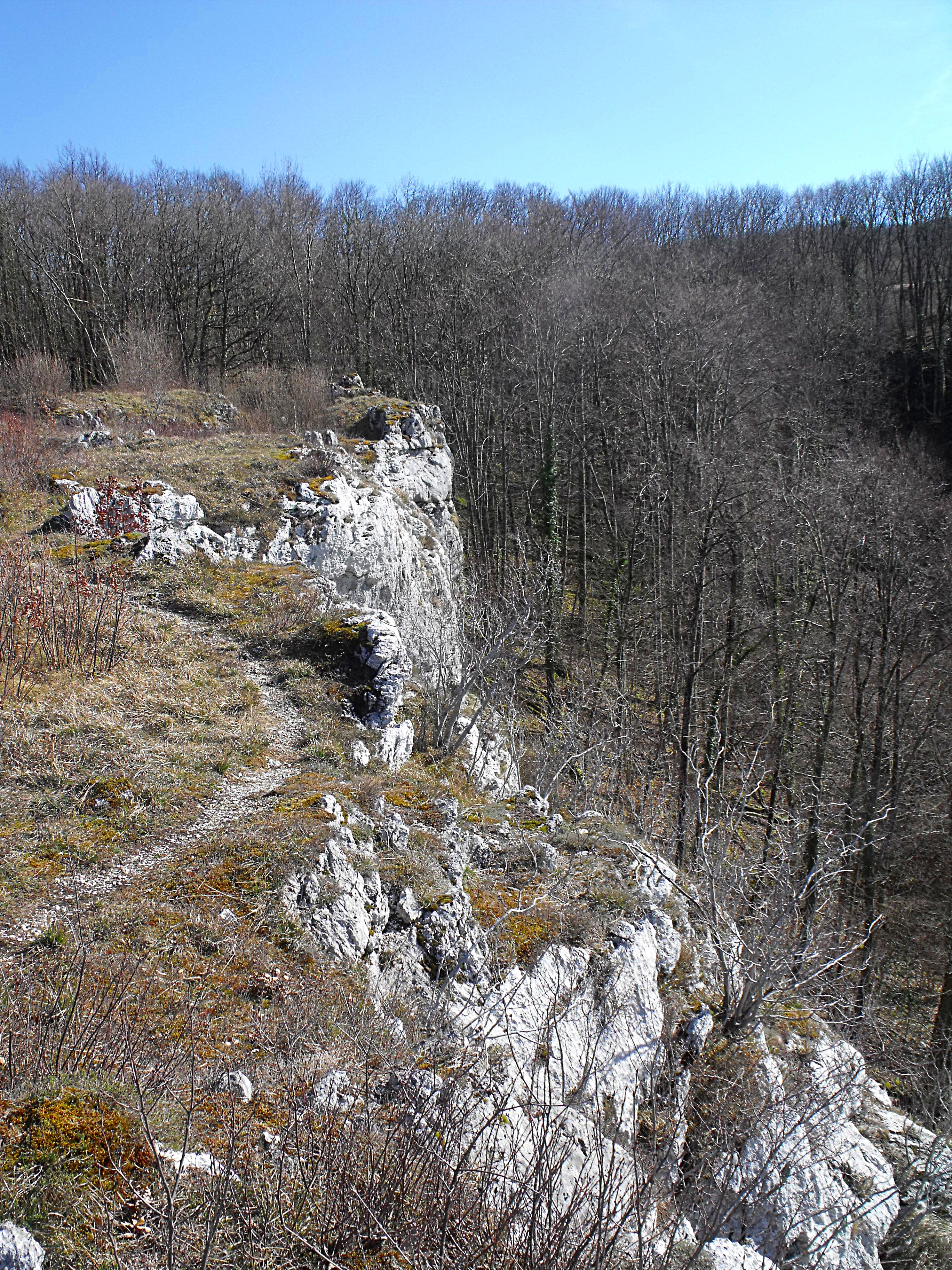
Falaise du Crêt des Roches.

La formation de la corniche résulte du redressement des couches calcaires lors de la formation de l'anticlinal du Lomont et de l'érosion postérieure de la vallée du Doubs. Le bas de la corniche est couvert d'éboulis.

### Flore

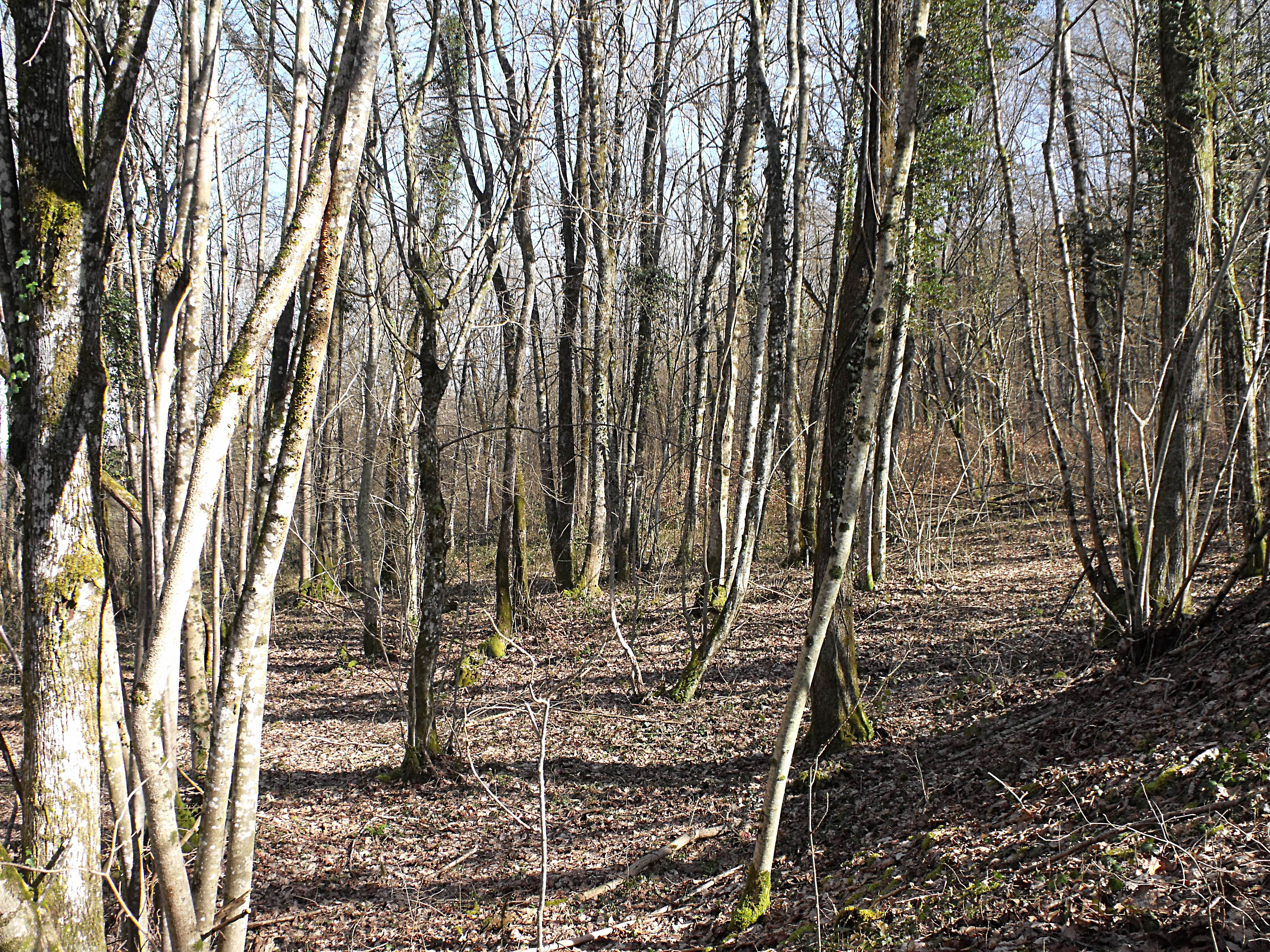
Forêt sur le revers de la corniche.

La corniche et la pelouse qui la recouvre abritent des plantes pionnières en limite d'aire de répartition comme l'Ibéride intermédiaire, le Daphné des Alpes, l'Érine des Alpes ou l'unique station franc-comtoise d'Ibéride des rochers.

### Faune
Le site constitue un important site d'observation de la migration postnuptiale des oiseaux. Ainsi, l'automne 1988 y a vu passer 127 000 oiseaux dont 1300 rapaces.
Pour les invertébrés, les pelouses sèches thermophiles accueillent la Mante religieuse, le Criquet italien ou le Lucane cerf-volant.

## Intérêt touristique et pédagogique
Outre le panorama, le site permet l'observation de la migration des oiseaux en automne. Des panneaux d'information et une table d'orientation sont en place sur le site qui est traversé par un sentier balisé.
Une partie de la falaise sert de site d'escalade avec plus de 200 voies tracées.

## Administration, plan de gestion, règlement
La réserve naturelle est gérée par le Conservatoire des Espaces Naturels de Franche Comté, qui assure des opérations de restauration des milieux ouverts et de gestion de la fréquentation.

### Outils et statut juridique
La réserve naturelle a été créée par une délibération du 19 novembre 2009.
Elle est englobée par le site Natura 2000 « Le Crêt des Roches » no FR4301288 dont elle couvre 70% de la surface. 